# Harford (Devon)
Pour les articles homonymes, voir Harford.
Harford est un hameau et une paroisse civile du Devon, situé dans l'Angleterre du Sud-Ouest. 